# Watch Dogs 2
Watch Dogs 2 (стилизованное написание WATCH_DOGS 2; с англ. — «Сторожевые Псы 2») — компьютерная игра в жанре приключенческого боевика с открытым миром от французской компании Ubisoft, вышедшая на платформах PlayStation 4 и Xbox One 15 ноября 2016 года. На PC игра вышла 29 ноября 2016 года. Сиквел игры 2014 года Watch Dogs, продолжающий сюжетную идею предшественника — взлом и хакерская деятельность в большом открытом для исследования игровом мире.
Watch Dogs 2 впервые был представлен в дебютном трейлере 8 июня 2016 года, где был показан новый сеттинг игры и обновлённая атмосфера — солнечная долина Сан-Франциско, пришедшая на смену мрачному Чикаго из первой части. Тогда же, в отдельном трейлере, был представлен новый главный герой — хакер, который потом поступил в группировку DedSec, Маркус Холлоуэй. На выставке E3 2016 был продемонстрирован геймплейный ролик игры с комментариями разработчиков.

## Геймплей
В игре Watch Dogs 2 есть набор основных миссий, задания для подготовки к ним и побочные квесты. По структуре ключевые операции напоминают ограбление в GTA 5 и убийства в Assassin’s Creed 2. Игрок может использовать различные методы выполнения заданий, выбирая между агрессивной тактикой, когда он расправляется с врагами с помощью оружия, изготовленного на 3D-принтере, взрывчатых устройств, например мин, или оружия ближнего боя — бильярдного шара с просверленным в центре отверстием для крепления верёвки. В качестве альтернативного варианта игрок может использовать стелс, позволяющий уклоняться от врагов или временно парализовать их с помощью электрошокера главного героя.
Для выполнения задания игроку не навязывается единственно правильное решение, а как в «песочнице» предоставляется свобода выбора, заявленную цель можно достичь несколькими способами. Разнообразию действий способствует дизайн уровней, позволяющий до одной и той же локации добраться разными путями.
Для прохождения миссий потребуется взаимодействовать с системами города. Хакеры могут взломать всё, что оснащено микросхемой: телефоны, компьютеры, камеры видеонаблюдения, светофоры, автомобили, электрощиты, трансформаторы и т. д. Предметы, которые можно взломать, главный герой видит благодаря режиму «NetHack». Взлом позволяет персонажам получать информацию, строить козни врагам, создавать ловушки, в общем, вершить правосудие на свой лад.
Также стоит отметить систему прокачки — возможность улучшения навыков главного героя, которую легко подстроить под свой стиль игры. Можно прокачивать навыки социального взлома или управления автомобилем, учиться взлому городских коммуникаций или совершенствовать своих дронов.

## Сюжет
Главный герой игры — хакер, родом из Окленда, штат Калифорния, по имени Маркус Холлоуэй переезжает в Сан-Франциско, в сердце Кремниевой Долины, где, объединившись с группировкой активистов из организации DedSec, бросает вызов алчным корпорациям и коррумпированным властям города, взяв под управление обновлённую универсальную систему ctOS 2.0 и выкладывая свои действия в социальные сети.

## Разработка
О старте работ над второй частью игры было известно почти сразу после релиза первой Watch Dogs. Глава Ubisoft Ив Гильмо всячески намекал, что студия всерьёз задумываются над продолжением хакерского боевика. К сиквелу неизбежно вели также весьма высокие продажи первой части.
В апреле 2015 года в онлайн-резюме главного программиста по геймплею Watch Dogs, Жульена Риссе, было замечено упоминание сиквела игры. Прежде Риссе уже работал над сюжетным дополнением к Watch Dogs — Bad Blood. Также о старте «большой работы над ошибками» оригинальной игры заявил креативный директор Ubisoft Джонатан Морин.

В интервью CVG вице-президент Ubisoft — Лайнел Райнауд (англ. Lionel Raynaud) заявил, что лучшие идеи ждут игроков в продолжении нашумевшей Watch Dogs. 
Всегда есть вещи, которые стоит придерживать до следующей игры. В данном случае дополнительное время позволило добавить множество идей в игру, и мы довольны этим. Да, у нас есть мысли о сиквеле. Некоторые вещи мы просто не могли добавить не изменив структуру игры, другие, более крупные, естественным образом родились во время разработки и настолько отличались, что это бы изменило первоначальную суть геймплея… <…> …Так что мы оставляем кое-что для следующей игры.
В течение года о разработке игры было известно крайне мало, пока в апреле 2016 года актёр Корт Кинг в своём Instagram «thekingcort» не опубликовал пост с прикреплённым фото вероятного главного героя игры, где сообщалось, что с актёра «писался» захват движений для протагониста новой видеоигры.
Предметом обсуждения в игровых [СМИ тогда стал новый главный герой, неизвестный темнокожий хакер сменивший Эйдена Пирса, героя оригинальной Watch Dogs. На фотографии игровая модель персонажа в очках, бейсболке и бандане, прикрывающей нижнюю часть лица, держащего пистолет в одной руке и смартфон — в другой. Тогда представители Ubisoft от комментариев воздержались.
Меньше чем за неделю до начала выставки E3 2016 в Лос-Анджелесе на сайте Ubisoft и в официальном канале на YouTube появился дебютный трейлер игры, продемонстрировавший новый сеттинг (альтернативный Сан-Франциско) и некоторых персонажей, среди которых был замечен заявленный главный герой игры — Маркус Холлоуэй. Также стало известно, что Маркус — участник хакерского молодёжного сообщества DedSec, которое борется за права граждан на частную жизнь и свободу информации, причём не всегда законным путём.
На самой E3 был показан игровой процесс Watch Dogs 2. В демо-миссии главный герой игры вместе с единомышленниками из DedSec провёл операцию по дискредитации генерального директора одной из популярных социальных сетей !NViTE, который использовал личные данные горожан для фальсификации голосований.
Также было представлено множество геймплейных нововведений, среди которых новая система взлома, новые гаджеты и продвинутая система паркура. По предварительной информации стало известно, что Watch Dogs 2 выйдет 15 ноября 2016 года на PlayStation 4, Xbox One и Windows. 18 октября 2016 года разработчики объявили, что PC-версия игры выйдет позже — 29 ноября 2016 года. Ubisoft объяснили это тем, что они хотят улучшить PC-версию, добавив в неё поддержку 4К и убрать ограничитель фреймрейта.

## Саундтрек
Композитором игры выступил Хадсон Мохоук. Сборник называется Dedsec Soundtrack.

| №   | Название                   | Длительность |
| --- | -------------------------- | ------------ |
| 1.  | «Shanghaied»               | 3:53         |
| 2.  | «Burning Desire (Hacker)»  | 1:22         |
| 3.  | «W4tched (Cinema)»         | 1:06         |
| 4.  | «Haum Sweet Haum»          | 4:00         |
| 5.  | «Cyber Driver»             | 3:21         |
| 6.  | «Amethyst»                 | 3:38         |
| 7.  | «Play N Go»                | 3:51         |
| 8.  | «Eye For An Eye (Reprise)» | 1:39         |
| 9.  | «Cyber Driver (Opera)»     | 2:13         |
| 10. | «Citrus»                   | 1:04         |
| 11. | «Balance»                  | 0:54         |
| 12. | «Burning Desire»           | 3:04         |
| 13. | «Eye For An Eye»           | 4:10         |
| 14. | «Robot (Finale)»           | 3:01         |
| 15. | «Watch Dogs Theme»         | 3:55         |
| 16. | «The Motherload»           | 4:35         |

## Рецензии и оценки
| Сводный рейтинг       | Сводный рейтинг                           |
| Агрегатор             | Оценка                                    |
| --------------------- | ----------------------------------------- |
| GameRankings          | (PC) 73,60 % (PS4) 83,21 % (XONE) 81,88 % |
| Metacritic            | (PC) 75/100 (PS4) 82/100 (XONE) 81/100    |
| Иноязычные издания    |                                           |
| Издание               | Оценка                                    |
| Destructoid           | 8,5/10                                    |
| Русскоязычные издания |                                           |
| Издание               | Оценка                                    |
| 3DNews                | 9/10                                      |
| PlayGround.ru         | 8/10                                      |
| Riot Pixels           | 70 %                                      |
| «Игромания»           | 8,5/10                                    |
| «Игры Mail.ru»        | 8,5/10                                    |
| «Канобу»              | 9/10                                      |
| «НИМ»                 | 8,7/10                                    |
| Gmbox.ru              | 8,3/10                                    |
| Gameguru.ru           | 8,5/10                                    |
| Stopgame.ru           | Изумительно                               |
| IGN Russia            | 7,5/10                                    |

Игра получила более высокие оценки, чем первая часть, критики особенно хвалят живой открытый мир, различные варианты прохождения миссий и визуальную часть игры. Но при этом рецензенты отмечают несовершенство основной сюжетной линии и слабую боевую часть.

Watch Dogs 2 словно показательно игнорирует все раздражающие современные тенденции и делает так, чтобы игроку всегда было весело.
— игровой журнал «Игромания»
В номинации «Боевик года» сайта Игромания игра заняла третье место.

Проект вышел задорным и по-хорошему «гиковским»: даже свою штаб-квартиру герои игры устроили в секретной комнате позади магазина гик-товаров! Сценаристы подарили нам массу великолепных эпизодов, один ярче другого.
— игровой журнал «Игромания»